# Platambus stagninus
Platambus stagninus är en skalbaggsart som först beskrevs av Thomas Say 1823.  Platambus stagninus ingår i släktet Platambus och familjen dykare. Inga underarter finns listade i Catalogue of Life.